# Якушев, Андрей Александрович
Андрей Александрович Якушев — старший лейтенант, сотрудник Первого главного управления Комитета государственной безопасности при Совете Министров СССР, активный участник штурма дворца Амина, погиб при исполнении служебных обязанностей.

## Биография
Андрей Александрович Якушев родился 21 июля 1956 года в городе Москве. 1 августа 1973 года был призван на службу в КГБ СССР. Служил переводчиком в одном из структурных подразделений Первого главного управления КГБ. При подготовке специальной операции по штурму дворца Амина в Кабуле был включён в состав группы специального назначения.

## Штурм дворца Амина
При распределении сил Якушев был включён в состав боевой подгруппы В. П. Емышева. Этому подразделению ставилась задача прорваться с фасадной стороны к центральному входу и осуществлять штурм непосредственно на данном участке. В ходе штурма Якушев и Емышев первыми прорвались к лестнице, ведущей к Тадж-Беку. Во время подъёма под плотным вражеским огнём рядом с Якушевым разорвалась граната, брошенная обороняющимися охранниками афганского президента. От множественных осколочных ранений переводчик скончался на месте. Пытавшийся спасти его Емышев был ранен в руку, которая позже была ампутирована. По другим данным, стал жертвой огня зенитной установки. Похоронен Андрей Александрович Якушев в городе Таллине в Эстонии. Посмертно Указом Президиума Верховного Совета СССР он был удостоен ордена Красного Знамени. Якушев является единственным известным по открытым источникам погибшим в ходе кабульских спецопераций 1979 года сотрудником органов государственной безопасности, не являвшимся бойцом подразделений специального назначения.